# Miss Cleo
Youree Dell Harris (Los Angeles, 12 de agosto de 1962 — Palm Beach, 26 de julho de 2016) foi uma personalidade de televisão e atriz americana mais conhecida por interpretar Miss Cleo, uma porta-voz de um serviço psíquico de pagamento por minuto de chamada chamado Psychic Readers Network, em uma série de comerciais de televisão que foi ao ar de 1997 a 2003. Harris usou vários pseudônimos, incluindo Ree Perris, Youree Cleomili, Youree Perris, Rae Dell Harris, Cleomili Perris Youree e Cleomili Harris.

## Primeiros anos
Youree Harris nasceu em 12 de agosto de 1962, no Hospital do Condado de Los Angeles, filha de Alisa Teresa Hopis e David Harris. Ela frequentou, como interna, a Ramona Convent Secondary School, uma escola católica para meninas em Alhambra, Califórnia.
Dorothy Parvaz, do Post-Intelligencer de Seattle, relatou que a Universidade do Sul da Califórnia não encontrou registros de que Harris tenha se matriculado em quatro aulas em 1980, conforme relatado pela revista People.

## Processos judiciais da Psychic Readers Network sobre "Miss Cleo"
Em 2015, como Miss Cleo, Harris apareceu em uma série de anúncios do cereal matinal French Toast Crunch, da General Mills. A Psychic Readers Network processou a empresa alegando que possuía a personagem Miss Cleo. Os anúncios foram descontinuados.
A Psychic Readers Network processou a Benefit Cosmetics, uma subsidiária da Louis Vuitton Moet Hennessey, por usar Harris como "Miss Cleo" em um comercial de maquiagem, como proprietária da persona.

## Vida pessoal e morte
Harris se casou aos 19 anos, deu à luz uma filha e se divorciou aos 21. Ela teve uma segunda filha quando tinha quase 30 anos. Em 2006, ela se assumiu lésbica.
Harris desenvolveu câncer colorretal, que metastatizou. Ela morreu sob cuidados paliativos em Palm Beach, Flórida, em 26 de julho de 2016, aos 53 anos.
Em dezembro de 2022, a HBO Max lançou um documentário sobre a vida de Harris intitulado Call Me Miss Cleo.